# 特殊自動車
特殊自動車（とくしゅじどうしゃ）とは、日本の自動車の区分の中で、特殊な用途のために特殊な形状構造をした自動車を言う。一般的に表現すると、作業機を取り付けた車両で、走行や運搬よりも、その作業機を使うことが目的の自動車。運転席と作業機の操作台は同じである。大型特殊と小型特殊に分かれる。道路運送車両法と道路交通法で規定が異なる。8ナンバーの特種用途自動車と発音が同一であり、混同を避けるため「特殊（とくこと）」とも呼ばれる。

## 道路運送車両法
道路運送車両法施行規則の別表第1によると、以下のように規定されている。
大型特殊自動車
一　次に掲げる自動車であつて、小型特殊自動車以外のもの
イ　ショベル・ローダ、タイヤ・ローラ、ロード・ローラ、グレーダ、ロード・スタビライザ、スクレーパ、ロータリ除雪自動車、アスファルト・フィニッシャ、タイヤ・ドーザ、モータ・スイーパ、ダンパ、ホイール・ハンマ、ホイール・ブレーカ、フォーク・リフト、フォーク・ローダ、ホイール・クレーン、ストラドル・キャリヤ、ターレット式構内運搬自動車、自動車の車台が屈折して操向する構造の自動車、国土交通大臣の指定する構造のカタピラを有する自動車及び国土交通大臣の指定する特殊な構造を有する自動車
ロ　農耕トラクタ、農業用薬剤散布車、刈取脱穀作業車、田植機及び国土交通大臣の指定する農耕作業用自動車
二　ポール・トレーラ及び国土交通大臣の指定する特殊な構造を有する自動車
小型特殊自動車
1、前項第1号「イ」のうち、最高速度が15キロメートル毎時以下、全長4.7m以下、全幅1.7m以下、全高2.8m以下のもの
2、前項第1号「ロ」のうち、最高速度が35キロメートル毎時未満のもの。
- 最高速度が35キロメートル毎時以上の農耕作業用自動車に関しては大型特殊となる（外国製の一部となり、レアケース）

### 特殊自動車の種類の説明（道路運送車両法の例示順）

#### 「第1号イ」の分類
自走する農耕用でない特殊自動車
- ショベル・ローダ：前方にシャベルのついた建設機械でリフトアームにより上下させてバラ物荷役を行う二輪駆動の車両
- ホイール・ローダ：前方にバケットのついた建設機器で油圧リンクにより上下させてバラ物荷役を行う四輪駆動（中折れ式）車両。アタッチメント交換により、除雪（Vバネ、ロータリー）、道路清掃、フォークリフトなどとしても使用される車両
- タイヤ・ローラ：道路の転圧に使われる建設機械
- ロード・ローラ：道路の転圧に使われる建設機械
- グレーダ：路面の整地や除雪に使われる建設機械
- ロード・スタビライザ：路盤整備用建設機械
- スクレーパ：路面をはがす建設機械
- ロータリ除雪自動車：拡幅除雪に使用する、雪を飛ばす車両
- アスファルト・フィニッシャ：アスファルト舗装の仕上げ機械
- タイヤ・ドーザ：ドーザブレード（土工板）を持つタイヤ式の車両、日本では道路維持作業車として、除雪用に使用される場合が多い。
- モータ・スイーパ：路面清掃用の車両
- ダンパ：ISO用語における重ダンプトラック、不整地運搬車のこと。公道外を走行し、大量の土砂や岩石等を大量に運搬できるように、また過酷な作業条件にも十分耐えられることを前提に制作された。
- ホイール・ハンマ：移動式のクレーンなどにハンマーを取り付けたタイヤ式の車両。
- ホイール・ブレーカ：移動式のクレーンなどにブレーカーを取り付けたタイヤ式の車両。
- フォーク・リフト：台数は最も多いと思われる。構内で無登録の車両も多い、荷役運搬車。
- フォーク・ローダ：前方にフォークのついた建設機械でリフトアームにより上下させて木材等の荷役を行う二輪駆動の車両
- ホイール・クレーン：移動式のクレーンで、自走可能な車輪の付いた物
- ストラドル・キャリヤ：コンテナヤードターミナル内でコンテナの運搬を行う
- ターレット式構内運搬自動車：卸売り市場などで荷車を牽引する車
- 自動車の車台が屈折して操向する構造の自動車：中折れ構造のものを一般に例示
- 国土交通大臣の指定する構造のカタピラを有する自動車
- 国土交通大臣の指定する特殊な構造を有する自動車
- 平成13年国土交通省告示第1664号で指定された特殊な構造を有する自動車および平成27年国土交通省告示第854号で指定が追加された特殊な構造を有する自動車
  - 林内作業車
  - 原野作業車
  - ホイール・キャリア
  - 草刈作業車
  - 歩道等移動専用自動車（平成27年追加。いわゆるセグウェイなど）

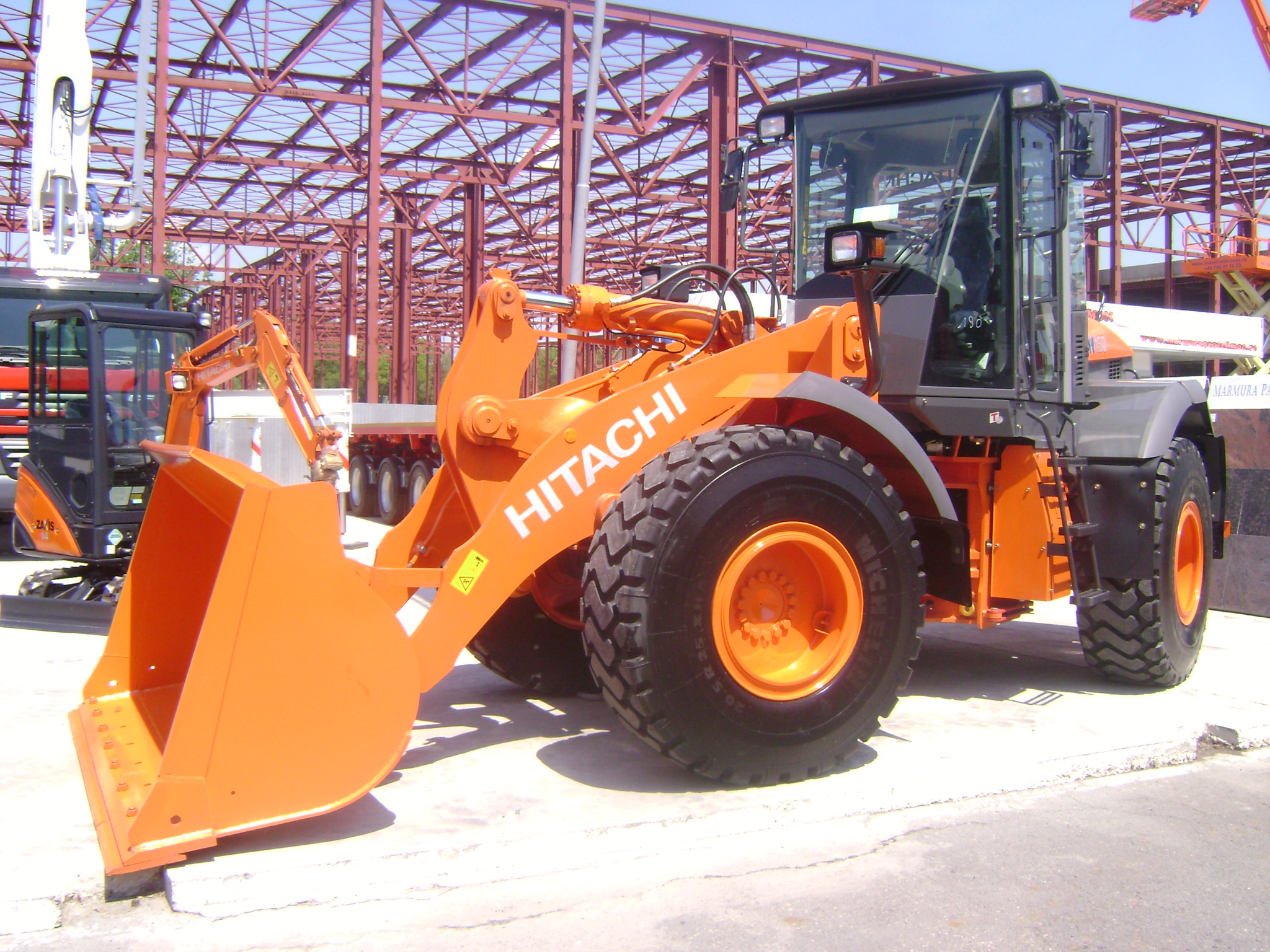
ホイール・ローダ
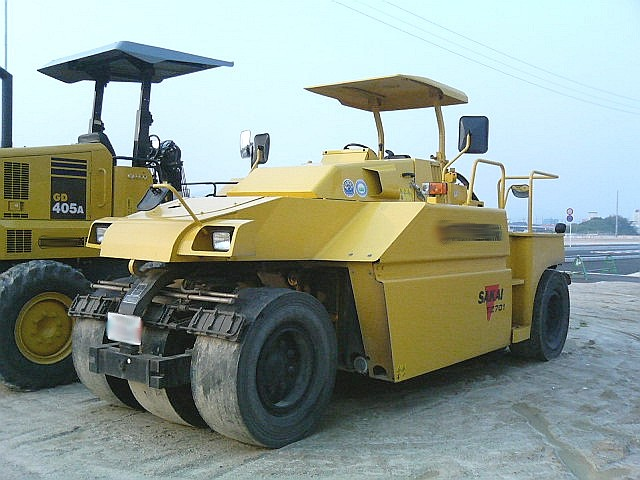
タイヤ・ローラ
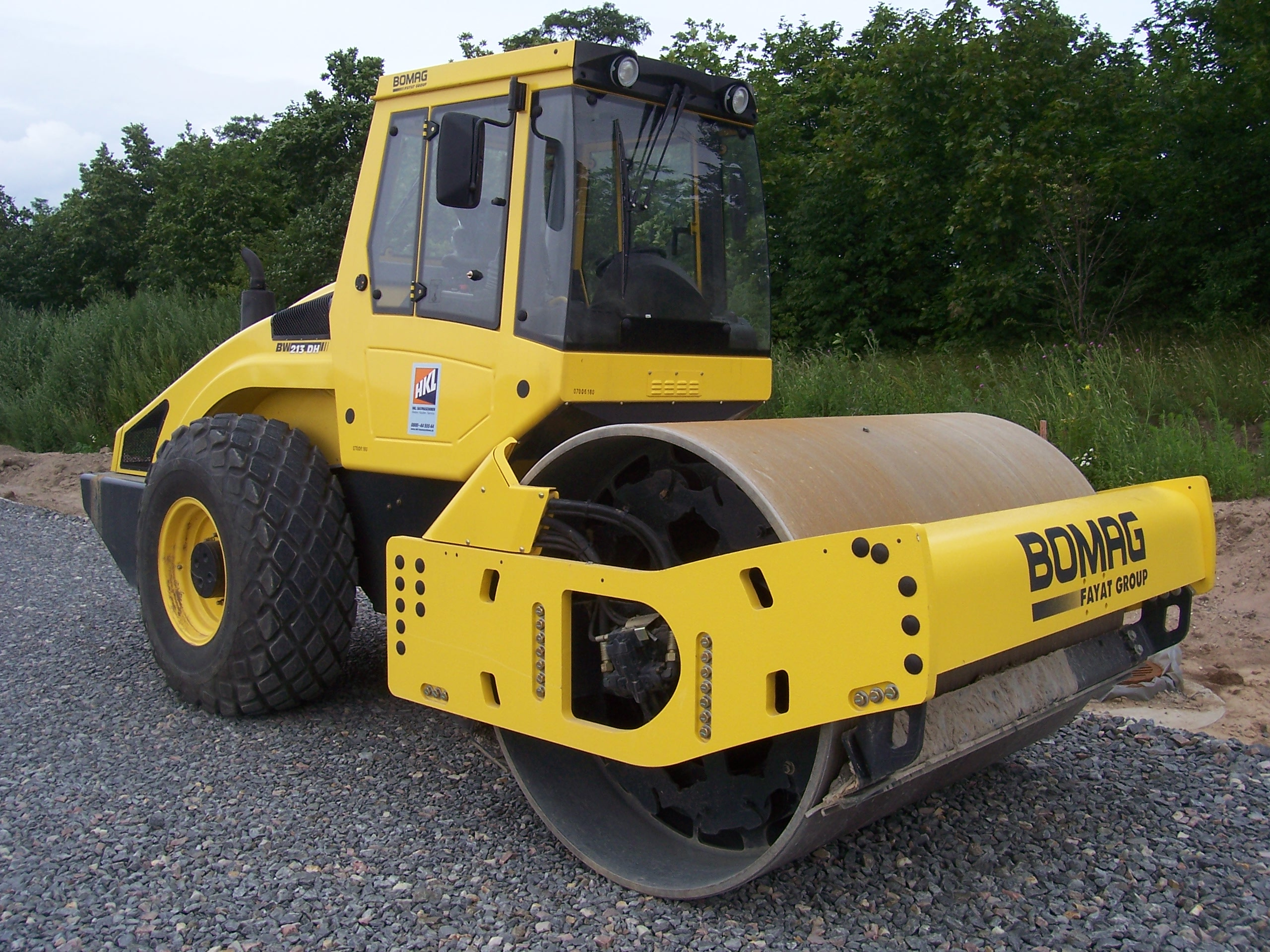
ロード・ローラ
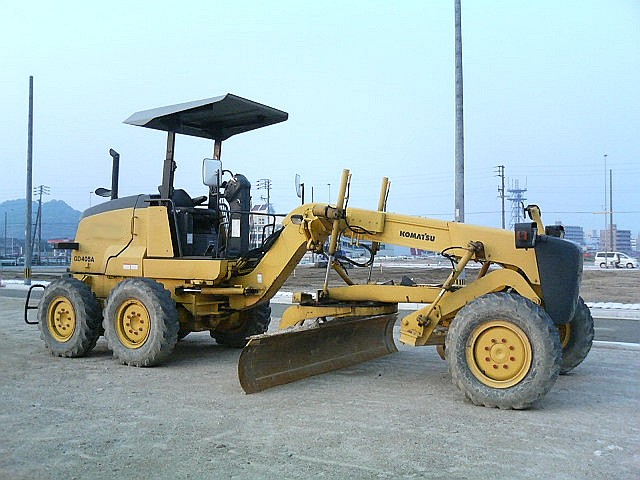
グレーダ
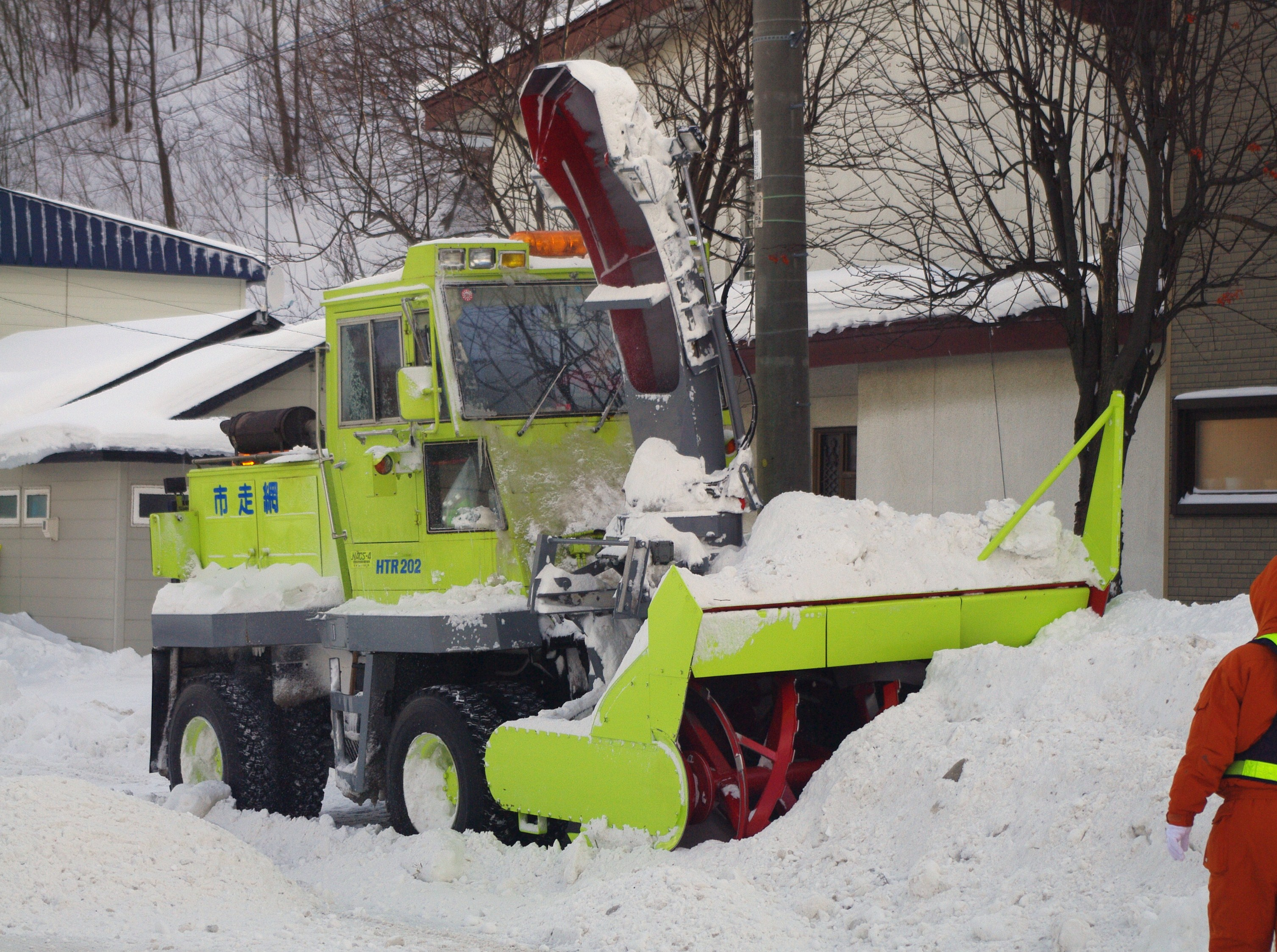
ロータリー式除雪自動車
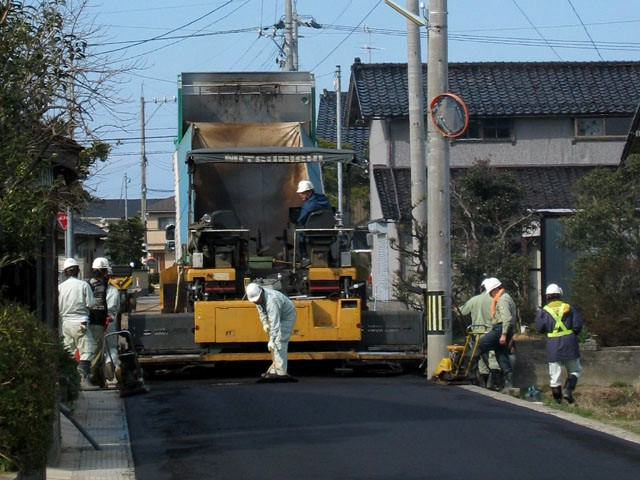
アスファルト・フィニッシャ
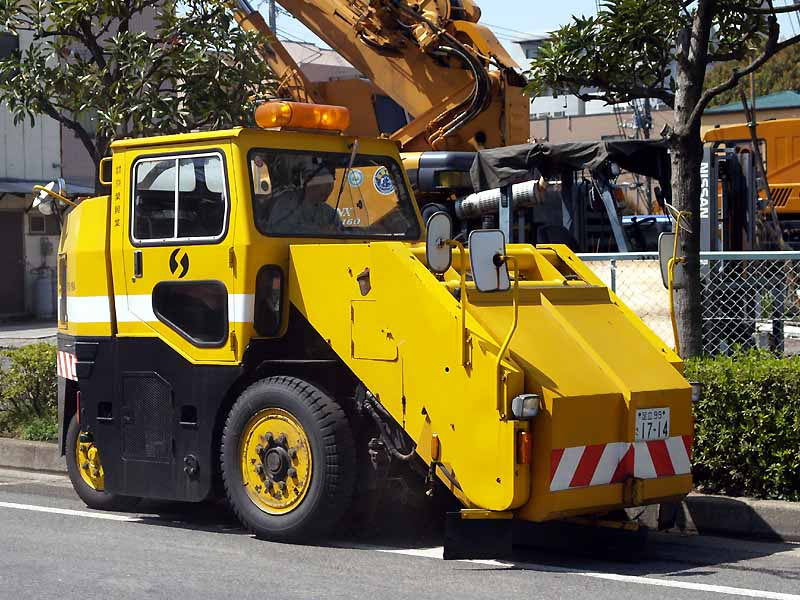
モータ・スイーパ
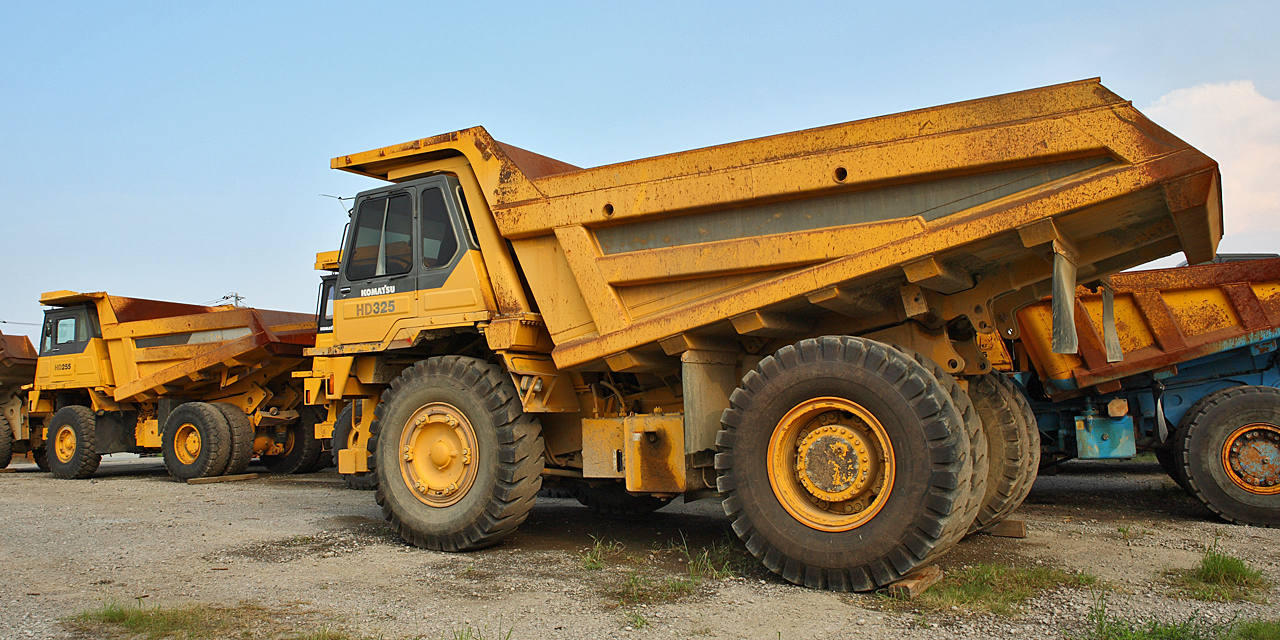
ダンパ
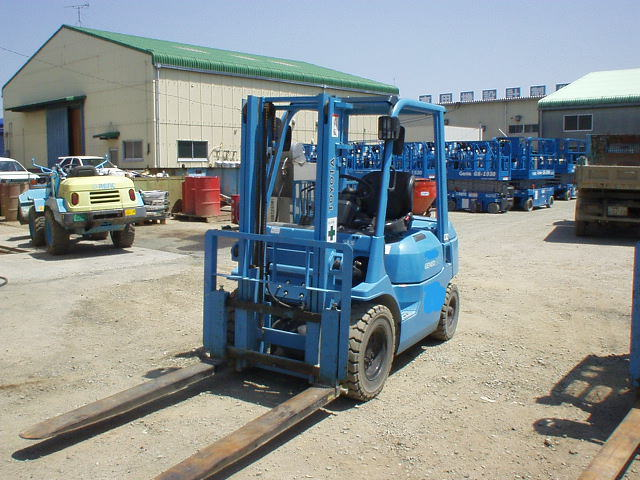
フォークリフト
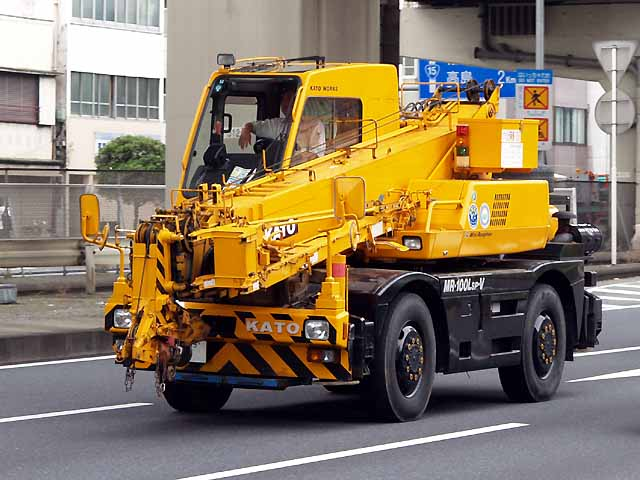
ホイール･クレーン
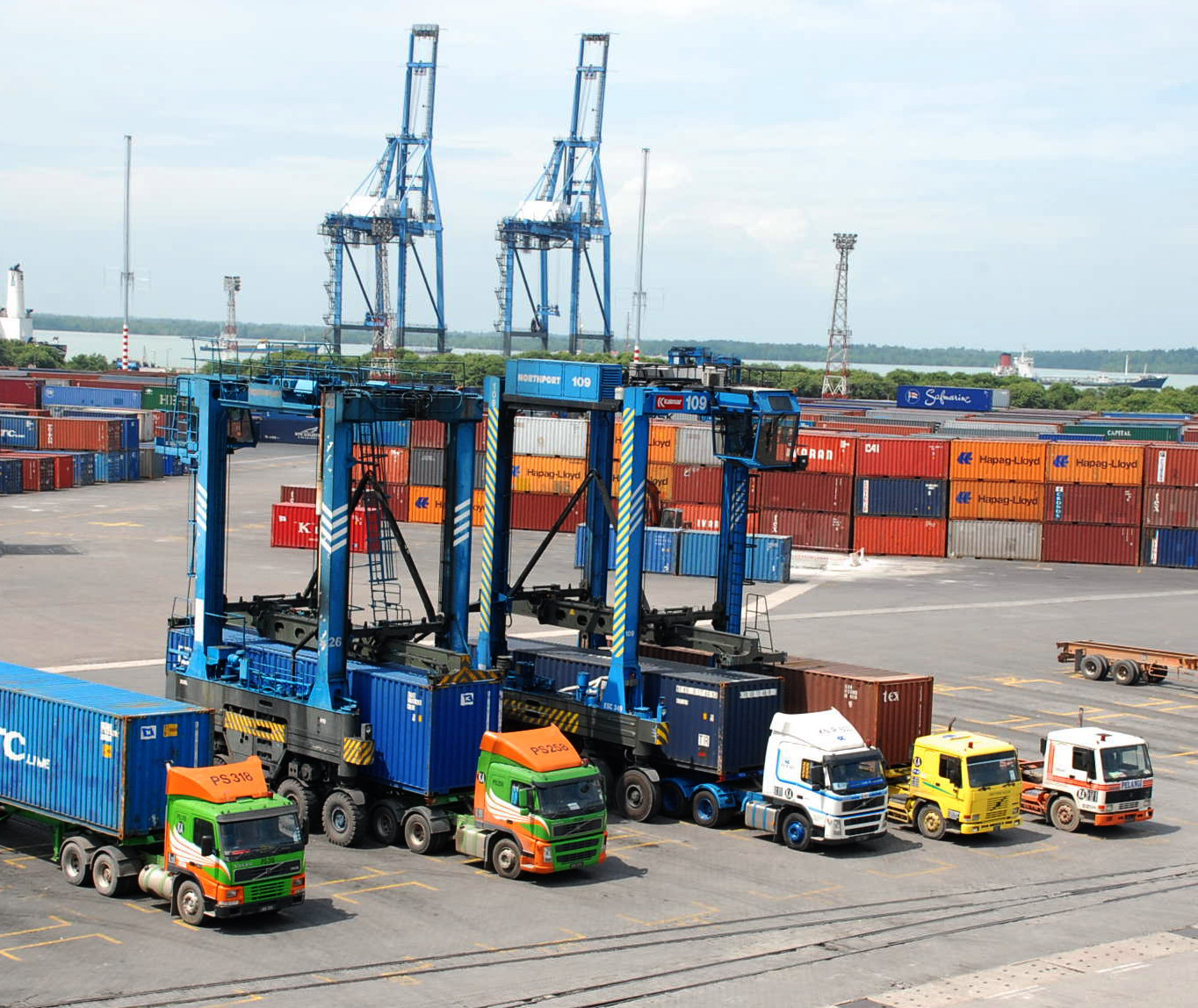
ストラドル・キャリヤ
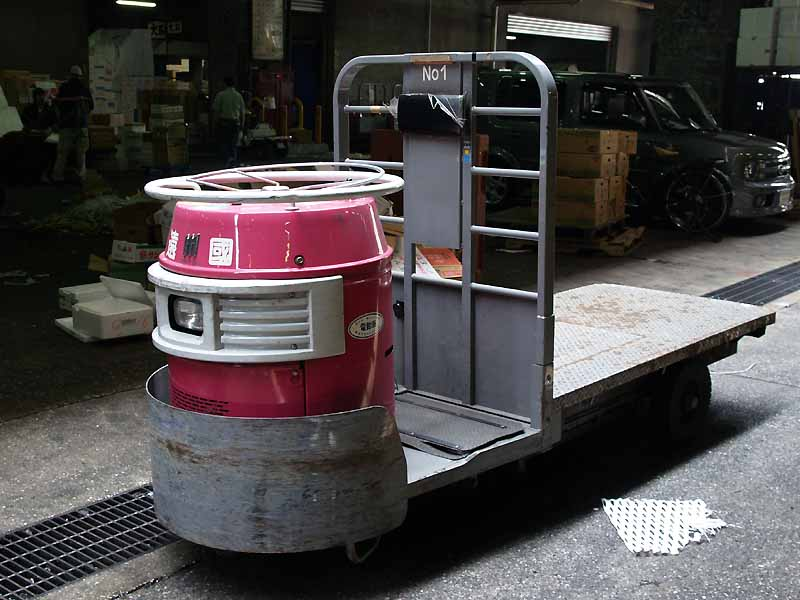
ターレット式構内運搬車

#### 「第1号ロ」の分類
農耕用特殊自動車。道路交通法では農耕作業用自動車とひとくくりだが、道路運送車両法では例示されている

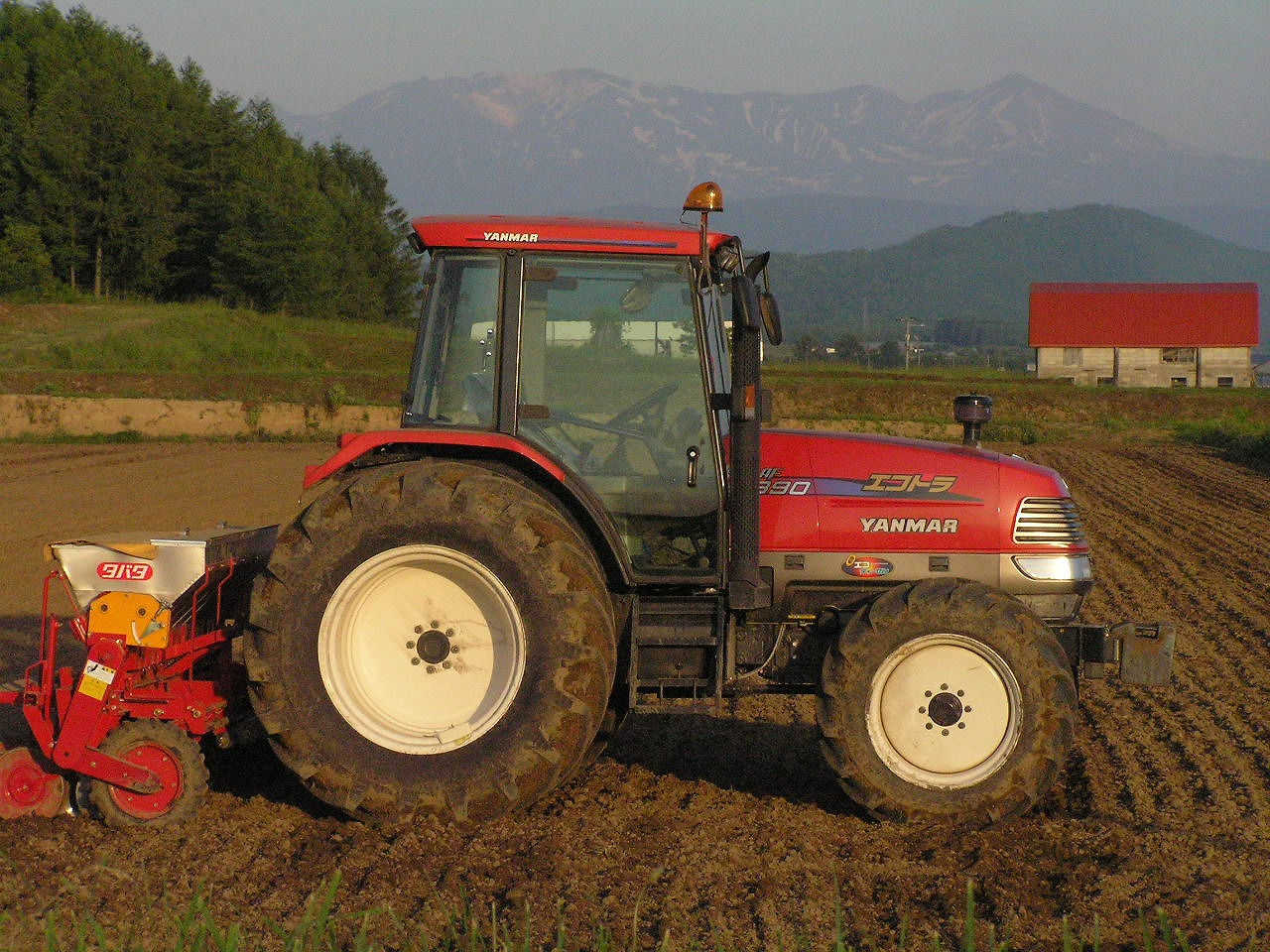
農耕トラクタ
- 農業用薬剤散布車
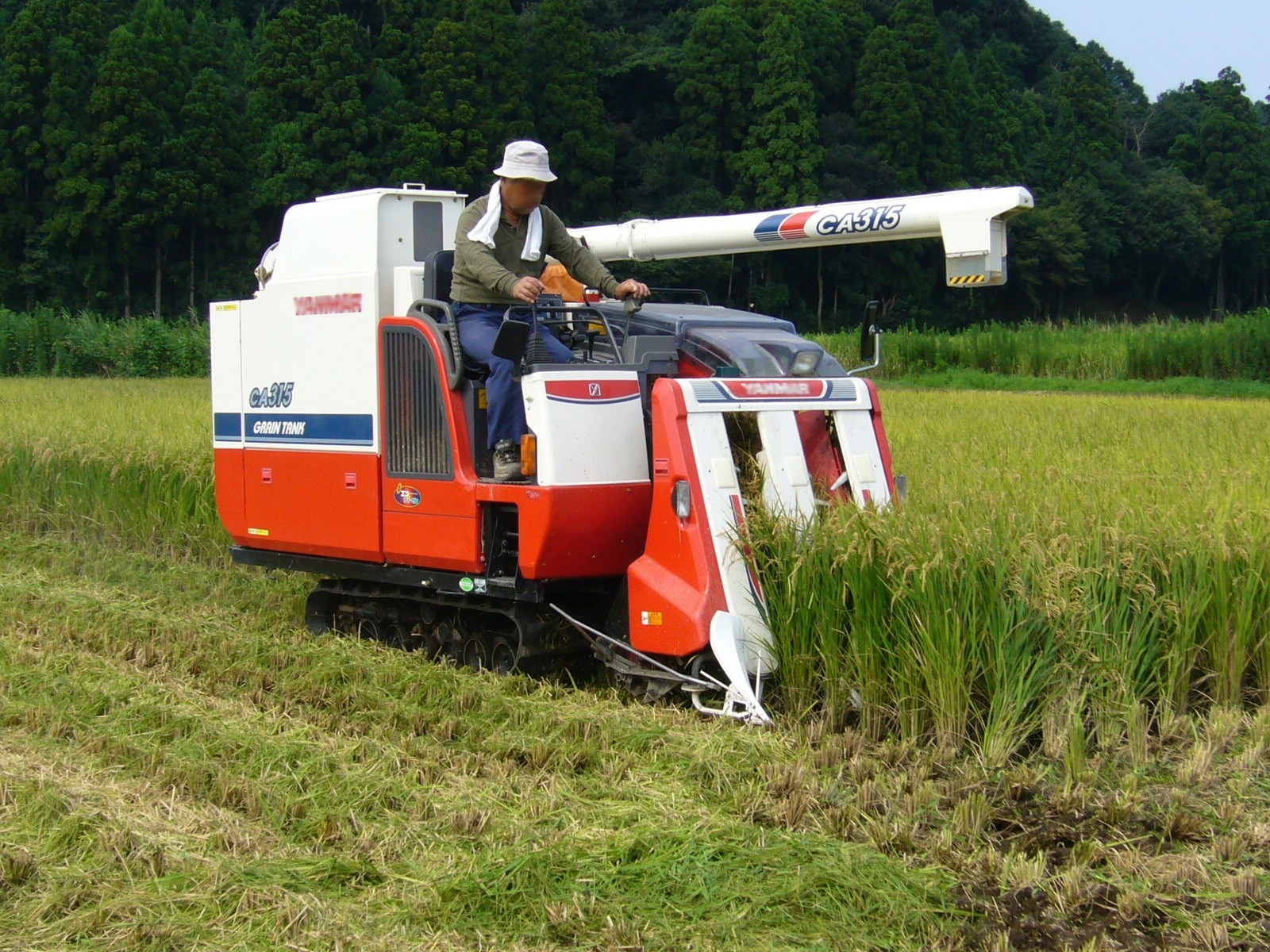
刈取脱穀作業車
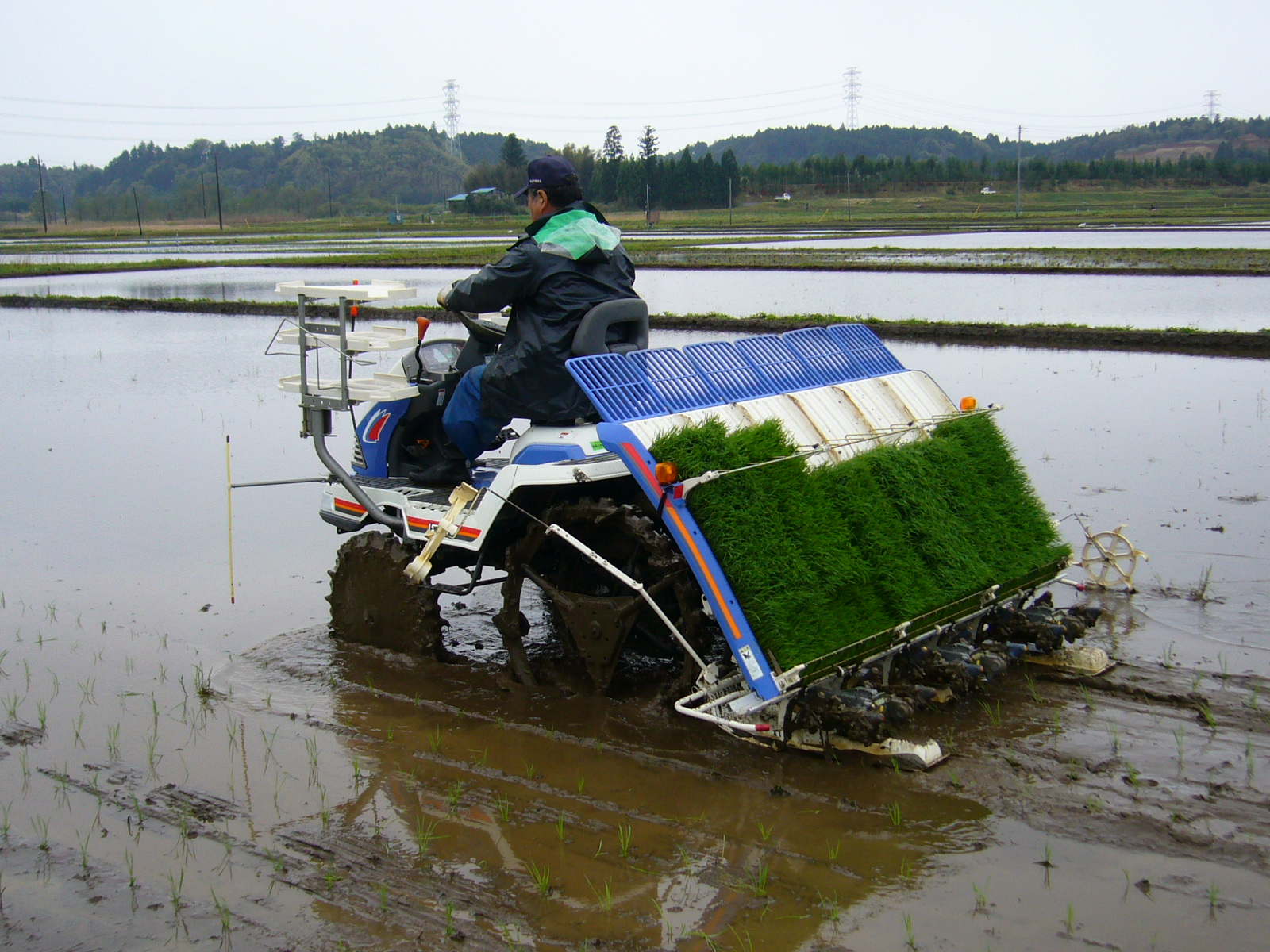
田植機
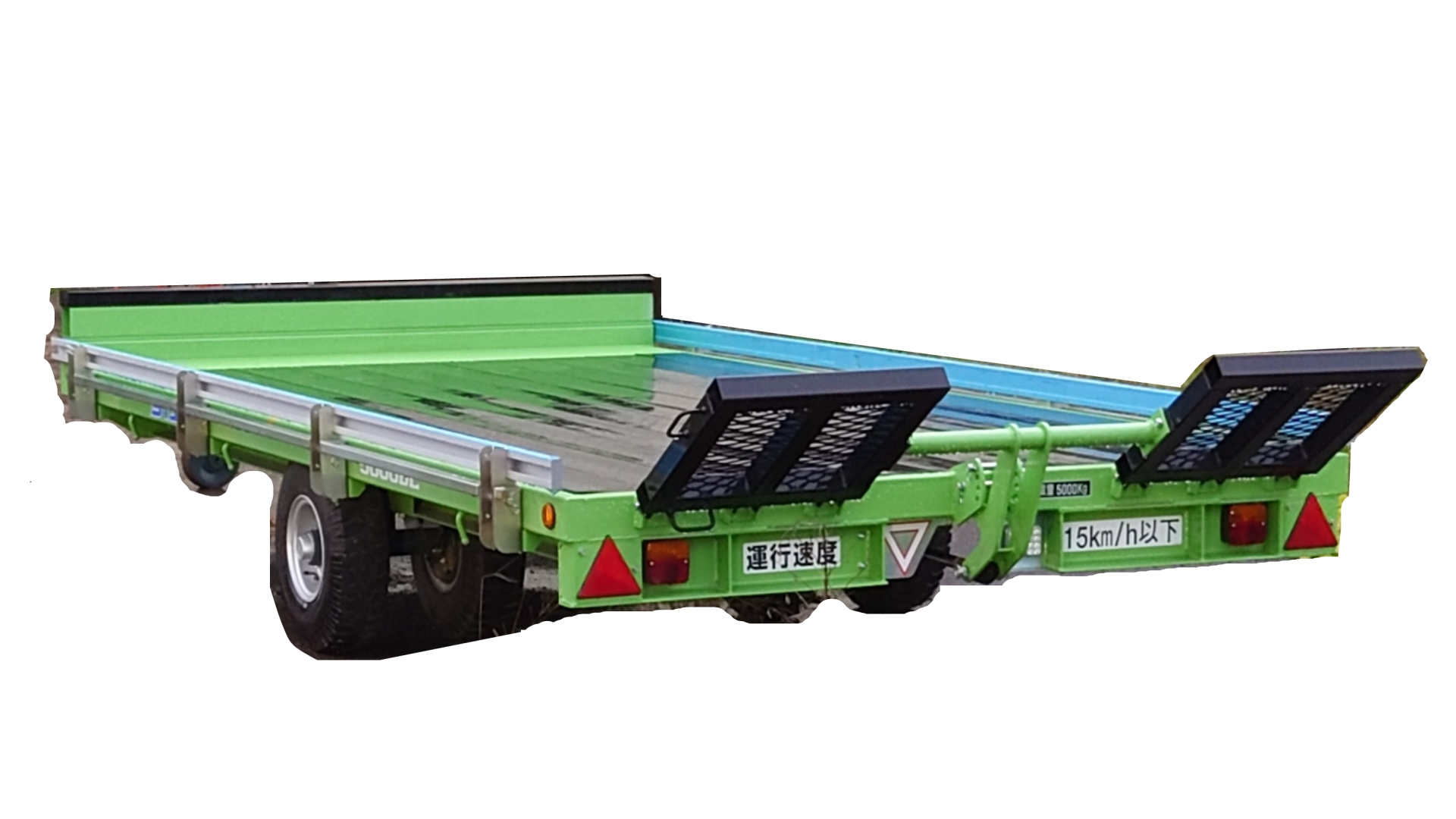
農耕作業用トレーラ
- 国土交通大臣の指定する農耕作業用自動車

- 農耕トラクタ
- 刈取脱穀作業車
- 田植機
- 農耕作業用トレーラー

#### 「第2号」の分類
自走しない特殊自動車。道路交通法的には牽引する車両で規制できるので、何もうたわれていない
- ポール・トレーラ : 被牽引自動車であり、ドローバーで連結されて走行する
- 国土交通大臣の指定する特殊な構造を有する自動車

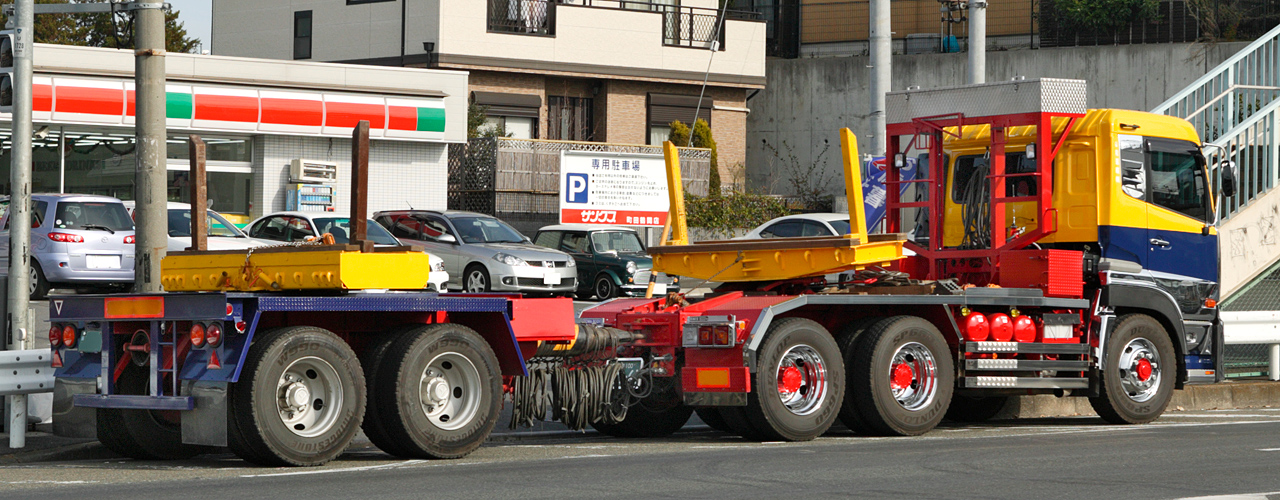
ポール・トレーラ

## 道路交通法
道路交通法施行規則（昭和35年総理府令第60号）第2条（自動車の種類）によると、以下のように規定されている。
大型特殊自動車
カタピラを有する自動車（内閣総理大臣が指定するものを除く。）、ロード・ローラ、タイヤ・ローラ、ロード・スタビライザ、タイヤ・ドーザ、グレーダ、スクレーパ、ショベル・ローダ、ダンパ、モータ・スイーパ、フォーク・リフト、ホイール・クレーン、ストラドル・キャリヤ、アスファルト・フィニッシャ、ホイール・ハンマ、ホイール・ブレーカ、フォーク・ローダ、農耕作業用自動車、ロータリ除雪車、ターレット式構内運搬車、自動車の車台が屈折して操向する構造の自動車、及び内閣総理大臣が指定する特殊な構造を有する自動車（この表の小型特殊自動車の項において「特殊自動車」という。）で、小型特殊自動車以外のもの
小型特殊自動車
特殊自動車で、車体の大きさが下欄に該当するもののうち、15キロメートル毎時を超える速度を出すことができない構造のもの
車体の大きさ
長さ＝4.70メートル以下
幅　＝1.70メートル以下
高さ＝2.00メートル以下（ヘッドガード、安全キャブ、フレームその他これらに類する装置が備えられている自動車で、当該装置を除いた部分の高さが2.00メートル以下のものにあっては、2.80メートル）

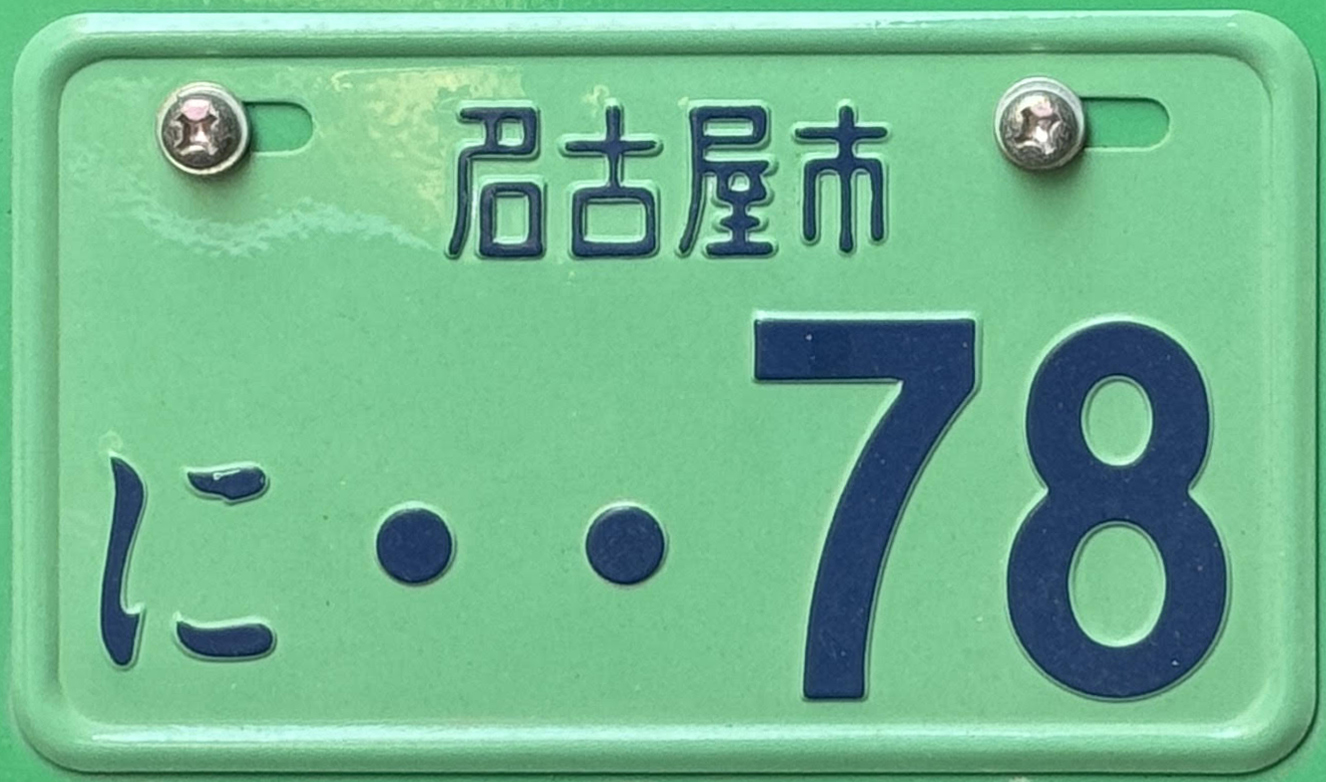
小型特殊自動車両用緑色ナンバープレート

道路運送車両法と道路交通法の法律的な相違により、新小型特殊自動車とでも言うべき区分が発生する。つまり、高さが2.0から2.8メートルの範囲の特殊自動車はヘッドガードなど以外の部分が2.0メートルを超えていると、道路交通法上は小型特殊でなく大型特殊となり大型特殊免許が必要になるが、道路運送車両法上は2.8メートル以下でさえあれば小型特殊であるので、登録的には市区町村の登録でよいことになる。
農耕作業用自動車については、道路運送車両法とは異なり車体の大きさの除外規定がないので、道路運送車両法上は小型特殊であっても大型特殊免許が必要になる場合があるので注意が必要である。（例、15キロメートル毎時を超える速度が出る農耕作業用自動車は大型特殊免許が必要）
2004年7月1日の改正(警察庁丙運発第14号)で、小型特殊自動車の区分の見直しに伴う新小型特殊車の発生及び排気量制限（1500cc以下）が撤廃された。
2021年現在、特例電動キックボードを小型特殊自動車に分類することでヘルメット不要での運転を可能とする動きがあり、一部の大都市圏で実証実験が行われている。

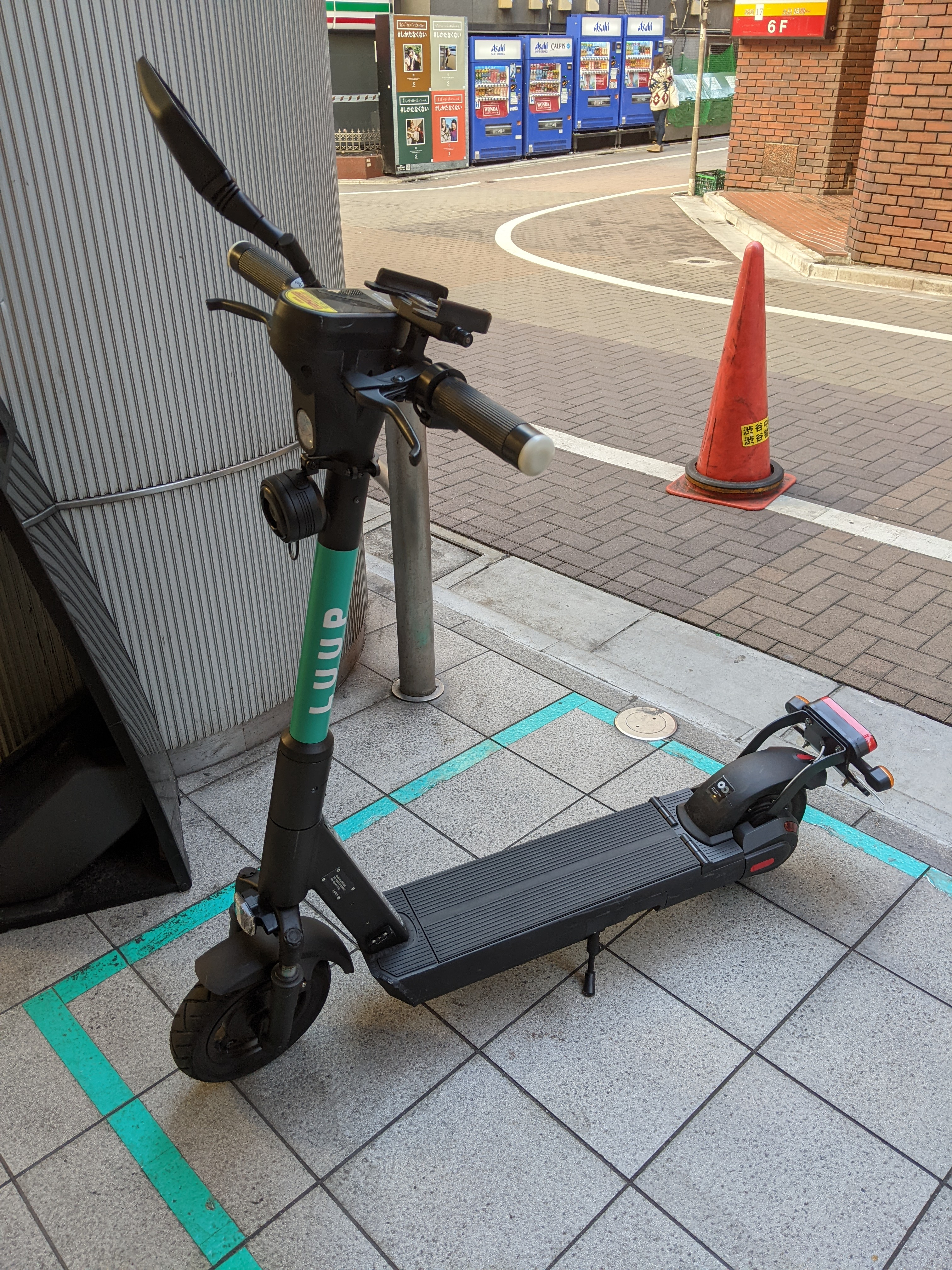
特例(2021)により小型特殊自動車に分類されているLuup社の電動キックスケーター

### 特殊自動車の区分
- 小型特殊自動車
  - 全長4.7m以下
  - 全幅1.7m以下
  - 全高：ヘッドガード高さ2.8m以下でヘッドガードを除いた部分は2.0m以下

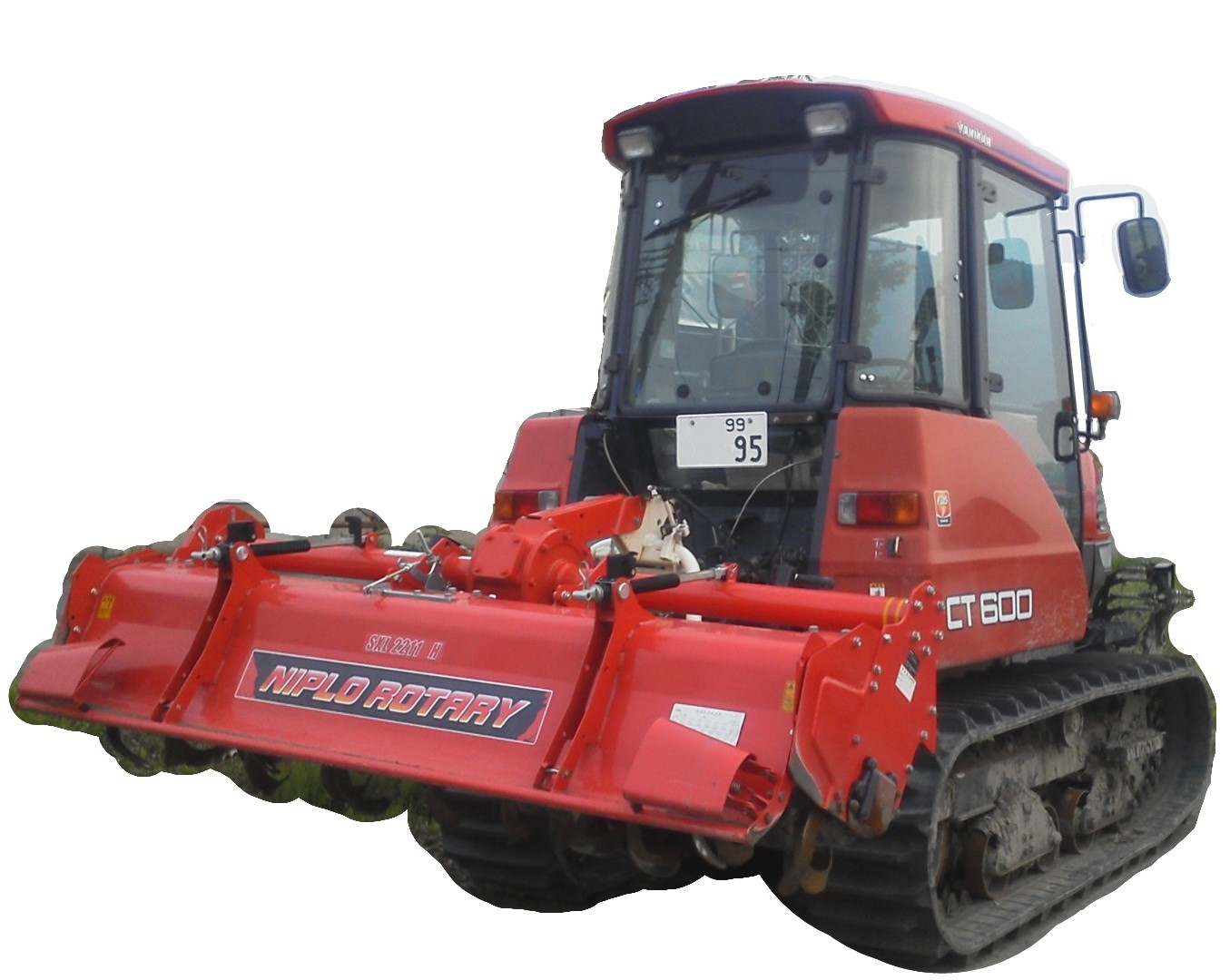
新小型特殊車の例。ナンバープレートは自動車登録番号標が付いているが、登録上は小型特殊自動車扱いとなる

  - 最高速度15km/h以下
  - 総排気量 - 制限なし
  - 税金 - 軽自動車税
  - ナンバープレート - 市町村区役所発行の課税標識（おおむね緑色、原付と同じ大きさ）
  - 車検 - 不要
  - 自賠責保険 - 公道を走行する場合は必要（農耕作業用は自賠責保険に加入できないため不要）、構内だけ走行なら不要
  - 運転免許証・マイナ免許証 - 公道を走行する場合、原付免許以外の全ての運転免許で可。
- 新小型特殊自動車（道路運送車両法では小型特殊だが、道路交通法では大型特殊）

- - 全長4.7m以下（農耕作業用は制限なし）
  - 全幅1.7m以下（農耕作業用は制限なし）
  - 全高2.8m以下（農耕作業用は制限なし）
  - 最高速度15km/h以下（農耕作業用は35km/h未満）
  - 排気量 - 制限なし
  - 税金 - 軽自動車税4,700円（農耕作業用は1,600円 ただし、農耕用の運搬車は4,700円）
  - ナンバープレート - 市町村区役所発行の課税標識（おおむね緑色、原付と同じ大きさ）
  - 車検 - 不要
  - 自賠責保険 - 公道を走る場合は必要（農耕作業用は自賠責保険に加入できないため不要）、構内だけ走行なら不要
  - 運転免許証・マイナ免許証 - 公道を走る場合は、大型特殊免許あるいは大型特殊二種免許が必要（大型特殊農耕車限定免許は農耕作業用のみ可）
- 大型特殊自動車
  - 全長12.0m以下
  - 全幅2.5m以下
  - 全高3.8m以下
  - 最高速度 - 制限なし※ただし時速49キロ以下の自主規制がある
  - 総排気量 - 制限なし
  - 税金 - 固定資産税
  - ナンバープレート - 公道を走る場合のみ陸運支局発行の自動車登録番号標（おおむね白色、中板165ミリ高・330ミリ幅、9,0ナンバー）
  - 車検 - 公道を走る場合のみ必要、構内のみの場合不要
  - 自賠責保険 - 公道を走る場合は必要、構内だけ走行なら不要
  - 運転免許証・マイナ免許証 - 公道を走る場合は、大型特殊免許あるいは大型特殊二種免許が必要。
更に、走行のみ可能で車両による作業は出来ず、作業を行う場合は労働安全衛生法に基づく作業免許等の取得･特別教育の修了が必要。

- 農耕用トレーラについては牽引するトラクタ側の区分により車両区分が決まり、
トラクタ側が小型特殊、及び新小型特殊車の場合[5]はトレーラ側も小型特殊車、
トラクタ側が大型特殊車の場合はトレーラ側も大型特殊車となる[6]。

### 通行可能な道路など
高速道路及び最低速度規制のある自動車専用道路を通行するには、最低速度規制を満たす必要がある。これらの道路の多くは最低速度が50km/h規制であり、その場合小型特殊自動車は構造上15km/h以上出せないため（農業用は最高速度35km/h未満）通行できないことになる。大型特殊自動車では最低速度規制を満たせば、法律的には、フォークリフトやホイールローダ、ホイールクレーン等（車両総重量20トン等保安基準を満たすもの）は許可なく自動車専用道路を走っても問題はない（ただし車体や総重量や積載方法などに許可が必要な場合は別）。そのため、最低速度規制のない自動車専用道路ではトラクターでも自動車専用道路を走っても法律的には問題ない。
しかしながら、農機や重機のハイラグタイヤなどは高速走行を担保しておらず、そもそも建機農機問わず機体自体が牽引力･走破力重視の為最高速度よりも低速を重視しており、最高速度が35キロ程度と走行性能上高速走行を考慮していない。そのため、ポールトレーラ等の牽引される車型の特殊車両以外で自動車専用道路等を通行することは、現実的ではない。
また、バスレーン（バス専用レーン、バス優先レーン）規制がある場合、小型特殊自動車は、（道路交通法第二十条の通則としては）バスレーンの規制に関わらず最も左側の通行帯（第一通行帯）を通行しなければならない。ただし、バス優先レーン（路線バス等優先通行帯）については、第一通行帯のほか、バス優先レーンの直近の右側の車両通行帯を（道路交通法第二十条の通則として）通行しても、取り締まりの対象にはならない。